# John Brzenk
John Brzenk (né le 15 juillet 1964) est un compétiteur professionnel de bras de fer sportif américain, inscrit au Guinness Book comme le meilleur ferriste de tous les temps.

## Biographie
Fils de ferriste professionnel, Brzenk, qui aurait déclaré tirer la taille de ses avants bras essentiellement de facteurs génétiques, a débuté le bras de fer sur les bancs de l'école. Malgré une blessure en huitième année, il participa dès ses 16 ans a son premier tournoi, et remporta son premier titre mondial a 18 ans. Il est surnommé "le professeur" en raison de sa maîtrise parfaite des techniques et subtilités du bras de fer. Alors que beaucoup de ferristes se cantonnent a une seule technique, John a déclaré qu'il essaie de ne pas rester coincé dans une position trop longtemps sans ajuster et frapper dans une position différente.   
En 1986, a 22 ans il participe au tournoi "over the top" organisé a l'occasion du film de Sylvester Stallone. Il gagne la compétition et remporte le camion que conduit Stallone dans le film. Il fait même un caméo dans le film mais n'apparaît pas au générique.   
Employé a Delta Air Lines, Brzenk aurait déclaré apprécier le fait que son travail, essentiellement non-physique, lui permettrait de reposer ses bras entre les tournois.  
Le long métrage documentaire "Pulling John", réalisé par Vassiliki Khonsari et Sevan Matossian, produit par Navid Khonsari, raconte la carrière de ferriste de Brzenk et le suit intimement pendant 4 ans au cours desquels il concourt partout dans le monde. On y voit aussi Travis Bagent et Alexeï Voevoda se disputant le titre de la catégorie Open au Zloty tur Nemiroff.  
Pesant autour de 100 kg, il a battu des adversaires bien plus massifs que lui... 
Mensurations (2004)
Avant bras : 41 cm
Entraînement
John Brzenk ne s'entraîne que peu avec des poids. L'essentiel de son entraînement il le fait à la table avec son frère Bill et son ami Russ Thompson. Pendant une heure et demie à deux heures deux fois par semaine, ils répètent les mouvements des différentes techniques du bras de fer sportif, Hook, top roll et presse, en variant les axes. Ils travaillent ces mouvements essentiellement en résistance. 

### Vendetta
- 2004, vainqueur 4-2 contre Taras Ivakin
- 2005, vainqueur 5-1 contre Alexey Semerenko
- 2006, vainqueur 6-0 contre Andrey Pushkar
- 2007, vainqueur 5-1 contre Ion Oncescu
- 2007, vainqueur 4-2 contre Taras Ivakin
- 2008, défaite 0-6 contre Devon Larratt
- 2009, vainqueur 5-1 contre Dennis Cyplenkov
- 2009, vainqueur 3-0 contre Tim Bresnan
- 2010, défaite 2-3 contre Arsen Liliev
- 2015, vainqueur 2-1 contre Devon Larratt (WAL)
- 2021, défaite 0-3 contre Devon Larratt
- 2023, défaite 0-6 contre Dennis Cyplenkov

Il a également battu Dave Chaffee, Khadzhimurat Zoloev et Todd Hutchings.

### Compétition
John Brzenk a gagné énormément de titres. Les plus prestigieux :    
Zloty tur :   
- catégorie Open droite: 2006, 2007, 2008, 2009
- Catégorie -95 kg droite : 2004, 2006, 2007, 2008, 2009
- Catégorie -95 kg gauche : 2007, 2009

World Armwrestling League (WAL):
- Champion poids lourds droit en 2015